# فیلمون لاگمن
فیلِمون لاگمن (۲۰۰۱–۱۹۵۳) (Filemon Lagman) مشهور به کا پوپوی (Ka Popoy) مبارز سوسیالیست فیلیپینی و رهبر جنبش کارگران با اندیشه‌های مارکسیست-لنینیستی بود. در سال ۱۹۹۱، در جریان دعواهایی که بر سر استراتژی چریکی در حزب کمونیست فیلیپین در جریان بود، او رهبری جریان منشعب در این حزب را به عهده داشت.